# Щегол (картина)
«Щегол» (нидерл. Het puttertje) — картина голландского художника Карела Фабрициуса, написанная в 1654 году. В настоящее время картина находится в собрании Маурицхёйса в Гааге, куда она попала в 1896 году.

## Информация о картине
Картина создана с использованием технического приёма обманки (фр. trompe-l'œil). На ней изображён черноголовый щегол (Carduelis carduelis), сидящий на кормушке и удерживаемый при помощи цепи. Внизу картины находится подпись художника и дата C fabritivs 1654.
В XVII веке щеглы были популярными домашними питомцами, поскольку их можно было дрессировать — научить набирать воду и переносить её в миниатюрном ведре. Название картины на голландском языке (нидерл. Het puttertje) является отсылкой к этому факту и дословно переводится как «маленький водонос».
«Щегол» является одним из трёх произведений, созданных в последний год жизни мастера. Стилистически работа отличается от манеры учителя Фабрициуса Рембрандта и ближе к стилю Вермеера. Большая часть картины создана при помощи широких мазков, но небольшие детали (например, цепочка) написаны с большей детализацией. Эффект объёмности достигается благодаря ракурсу, выбранному для изображения головы птицы. В качестве основы для кремовой штукатурки стен Фабрициус использовал свинцовые белила, контрастирующие с коричневой тенью птицы. Являясь обманкой, картина стала уникальным явлением среди других произведений Золотого века голландской живописи; её сравнивали с созданной за более чем столетие до «Щегла» картиной Якопо де Барбари «Натюрморт с куропаткой и железными перчатками», которую некоторые специалисты считают первым натюрмортом-обманкой со времён античности.

## Провенанс
«Щегол» был утерян более двух столетий, прежде чем был найден в 1859 году.  Теофиль Торе-Бюргер нашел его в коллекции бывшего голландского офицера и коллекционера шевалье Жозефа-Гийома-Жана Камберлина в Брюсселе. Впоследствии «Щегол» был передан Торе-Бюргеру наследниками шевалье в 1865 году, а он, в свою очередь, завещал его вместе с остальной частью своей коллекции своему компаньону Аполлин Лакруа в 1869 году,  через три года после его первой публичной выставки в Париже в 1866 году.

## В культуре
Картина «Щегол» играет ключевую роль в сюжете одноимённого романа Донны Тартт, удостоенного Пулитцеровской премии 2014 года. Экранизация романа вышла в мировой и российский прокат 12 сентября 2019 года. 
«Щегол» был одним из восьми шедевров Маурицхёйса, изображенных на серии марок стоимостью 1 евро, выпущенных в 2014 году голландской почтовой службой PostNL в честь открытия музея. Картина также фигурировала в наборе марок 2004 года с изображением работ Фабрициуса. 